# Mòdul logístic multipropòsit

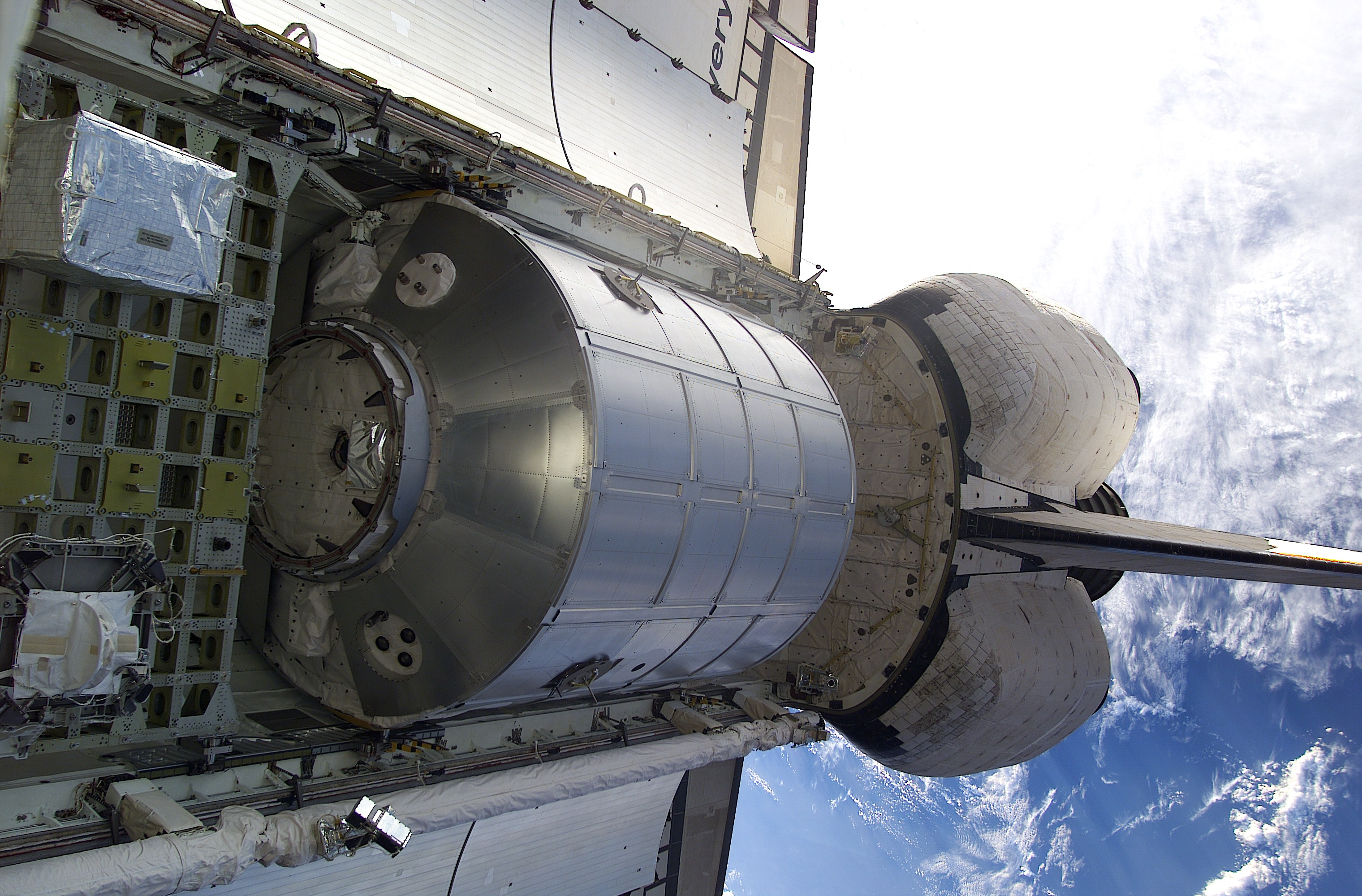
10 de març de 2001 - El mòdul logístic multipropòsit Leonardo descansa a la badia de càrrega del Discovery. Aquesta vista va ser presa des de l'EEI, per un membre de la tripulació utilitzant una càmera digital durant la STS-102.

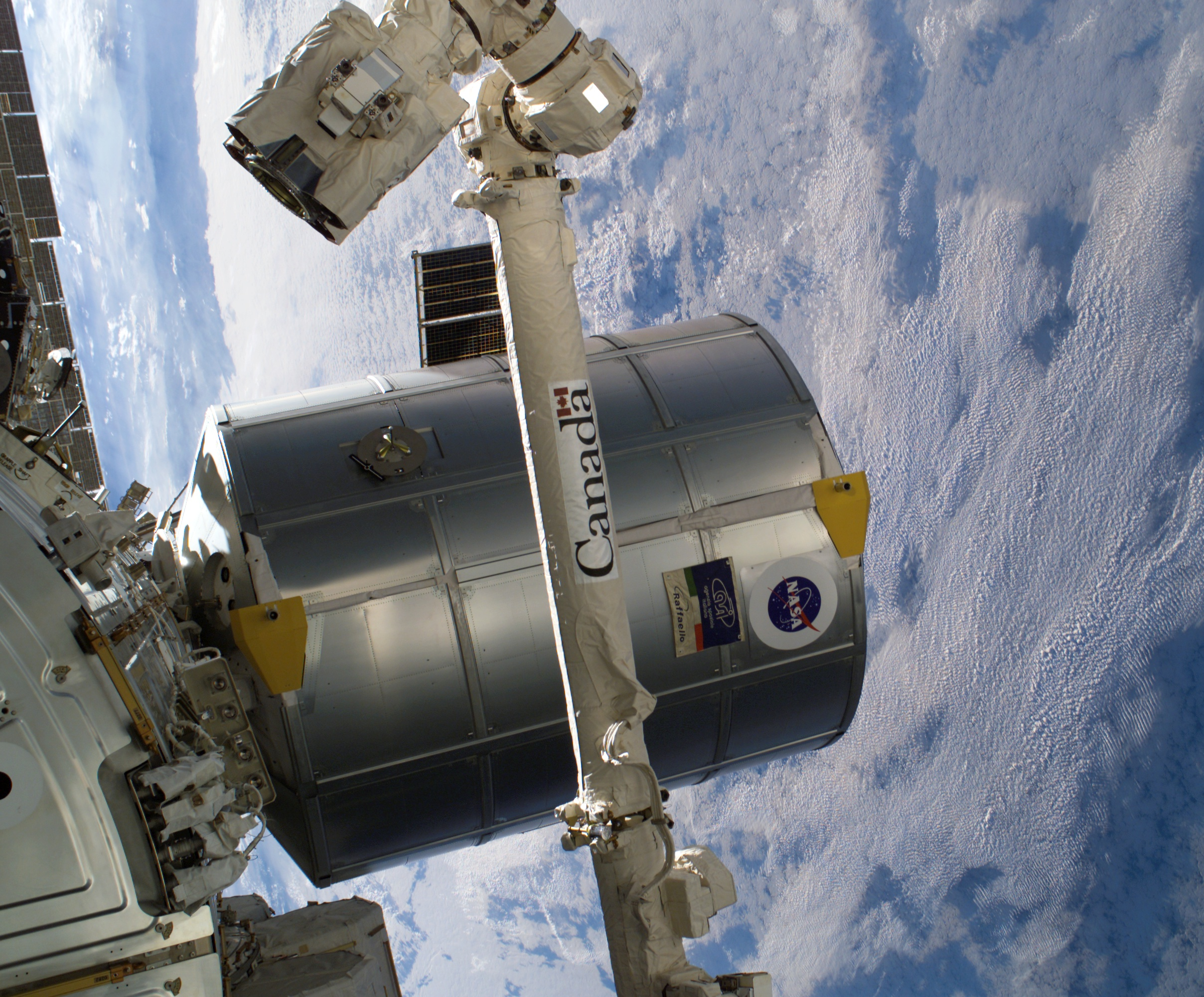
El mòdul Raffaello atracat a l'EEI durant la missió STS-114.

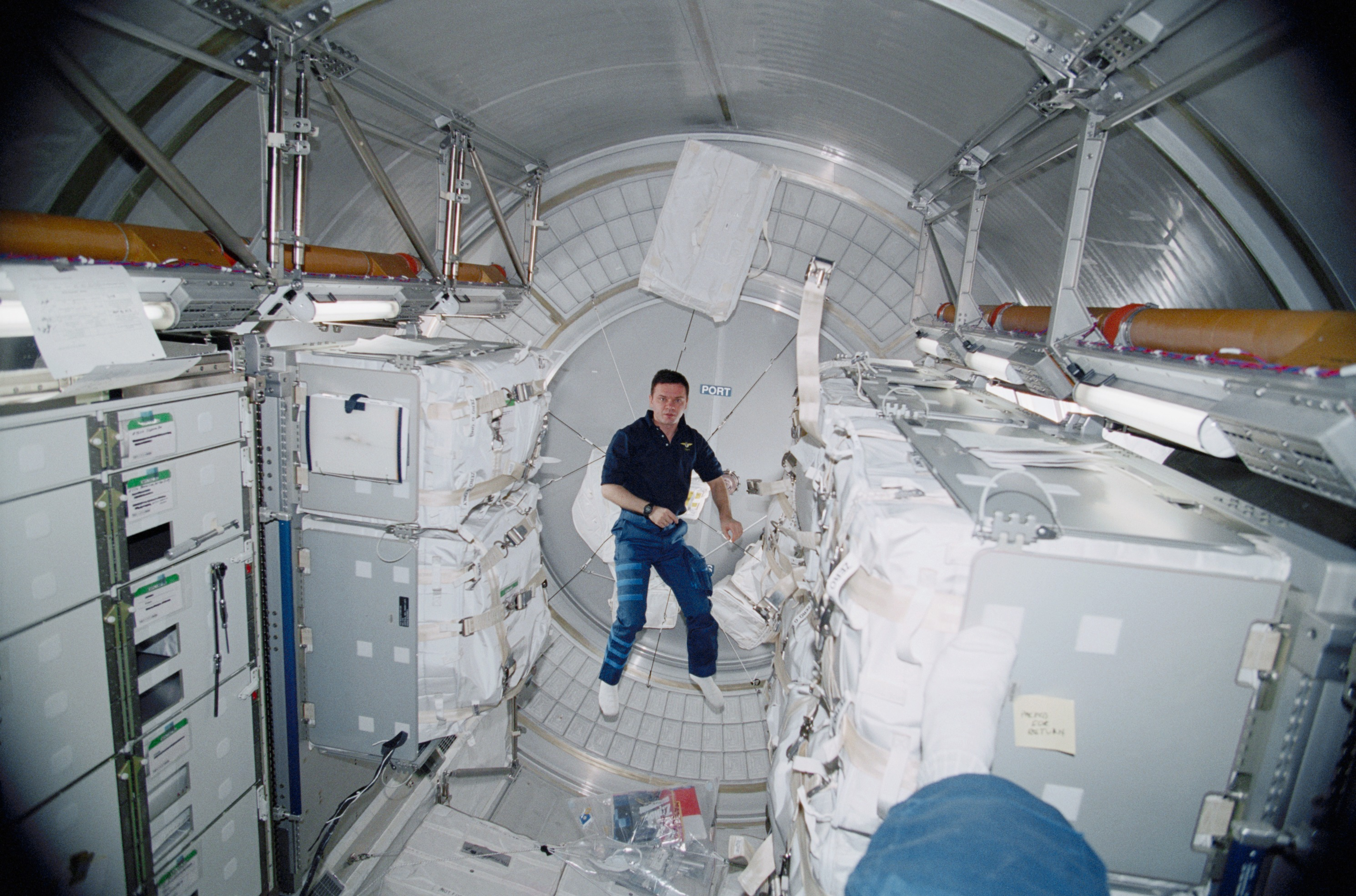
21 de març de 2001 - El cosmonauta Iuri P. Guidzenko empetiteix davant del maquinari transportat a bord del Leonardo.

Un  mòdul logístic multipropòsit (MPLM, Multi-Purpose Logistics Module) és un gran contenidor pressuritzat usat en les missions del transbordador espacial per transferir càrrega entre l'Estació Espacial Internacional (EEI) i la terra o vice versa. Es transporta a la bodega de càrrega del transbordador espacial i és atracat al mòdul Unity o al mòdul Harmony. Un cop allà es descarreguen els subministraments i es carreguen els experiments finalitzats i les deixalles. Llavors és quan es torna a atracar el MPLM al transbordador per tornar a la Terra.
La NASA va fer construïr els mòduls sota contracte de l'Agència Espacial Italiana (ASI). Es van construir i van ser portats a la NASA tres MPLMs, que tenen noms escollits per l'ASI que denoten alguns dels grans talents de la història italiana: Leonardo, Raffaello, i Donatello. També són els noms de tres de les quatre Tortugues Ninja, de manera que el grup del MPLM de la NASA va dissenyar un logotip amb una tortuga ninja amb un vestit d'astronauta. Tot i que són construïts per l'ASI, els mòduls són propietat de la NASA. A canvi de construir els mòduls MPLMs, l'ASI obté accés als temps de recerca dels Estats Units a l'estació espacial.
El MPLM es va dissenyar originalment per a l'Estació Espacial Freedom. Inicialment, havia de ser construït per Boeing, però el 1992 els italians van anunciar que construirien un «Mini Mòdul Logístic pressuritzat», capaç de portar 4.500 kg. de càrrega. Després del redisseny el 1993, se'n va doblar la longitud i va ser batejat Mòdul Logístic Multipropòsit. Cada MPLM buit té una llargària aproximada de 6,40m, un diàmetre de 4,57m, pesa 4,5 tones, i pot portar fins a deu tones de càrrega a l'estació espacial.
Donatello és un mòdul amb més capacitat que els seus dos germans, ja que pot transportar càrregues que requereixen un flux d'energia constant des de la construcció fins a la instal·lació en l'estació. No obstant això, segons l'actual agenda, Donatello no volarà abans de la retirada del transbordador espacial.
Una proposta europea va suggerir que Donatello podria ser ajustat amb una protecció millorada contra micrometeorits i amb sistemes de refrigeració, per deixar-lo acoblat a l'estació espacial després que fos retirada la flota del transbordador espacial. Els costos per fer-ho han estat estimats entre 20 i 40 milions de dòlars per unitat. Anomenat com Mòdul Logístic Permanent (PLM, Permanent Logistics Module), allotjaria recanvis i subministraments, permetent temps més llargs per a les missions de reaprovisionament. La proposta va ser rebutjada per la NASA perquè requeriria canviar els plans i agumentar el cost. Des de llavors (2008), les discussions internes han continuat.
Amb el final del programa del transbordador espacial, els mòduls Raffaello i Leonardo han fet 12 vols.

## Missions completades
| Data de llançament     | Missió                | Transbordador | MPLM                      |
| ---------------------- | --------------------- | ------------- | ------------------------- |
| 8 de març de 2001      | STS-102 EEI 5A.1      | Discovery     | Leonardo                  |
| 19 d'abril de 2001     | STS-100 EEI 6A        | Endeavour     | Raffaello                 |
| 10 d'agost de 2001     | STS-105 EEI 7A.1      | Discovery     | Leonardo                  |
| 5 de desembre de 2001  | STS-108 EEI UF-1      | Endeavour     | Raffaello                 |
| 5 de juny de 2002      | STS-111 EEI UF-2      | Endeavour     | Leonardo                  |
| 26 de juliol de 2005   | STS-114 EEI LF 1      | Discovery     | Raffaello                 |
| 4 de juliol de 2006    | STS-121 EEI ULF 01/01 | Discovery     | Leonardo                  |
| 14 de novembre de 2008 | STS-126 EEI ULF 2     | Endeavour     | Leonardo                  |
| 28 d'agost de 2009     | STS-128 EEI 17A       | Discovery     | Leonardo                  |
| 5 d'abril de 2010      | STS-131 EEI 19A       | Discovery     | Leonardo                  |
| 24 de febrer de 2011   | STS-133 EEI ULF 5     | Discovery     | Leonardo (mòdul de l'ISS) |
| 8 de juliol de 2011    | STS-135 EEI ULF 7     | Atlantis      | Raffaello                 |

## Especificacions
- Longitud  - 6,4 m
- Ample  - 4,57 m
- Massa  - 4.082 kg. buit; 13.154 kg. carregat